# Rubel

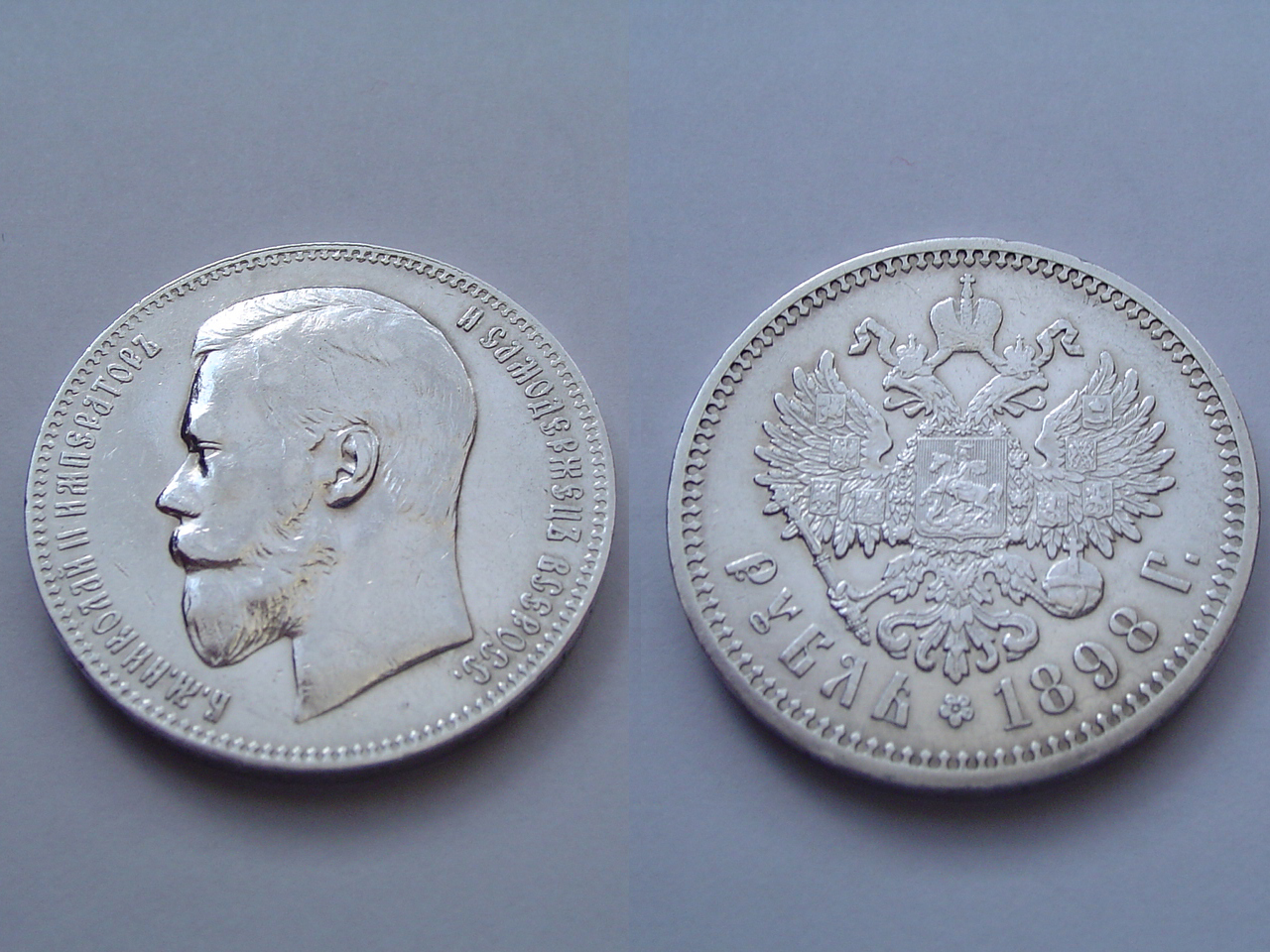
Silberner Rubel, 1898

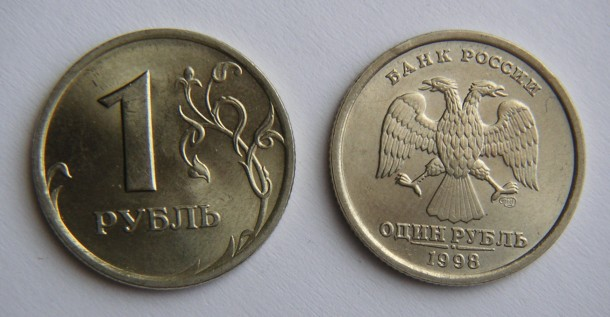
1-Rubel-Münze von 1998

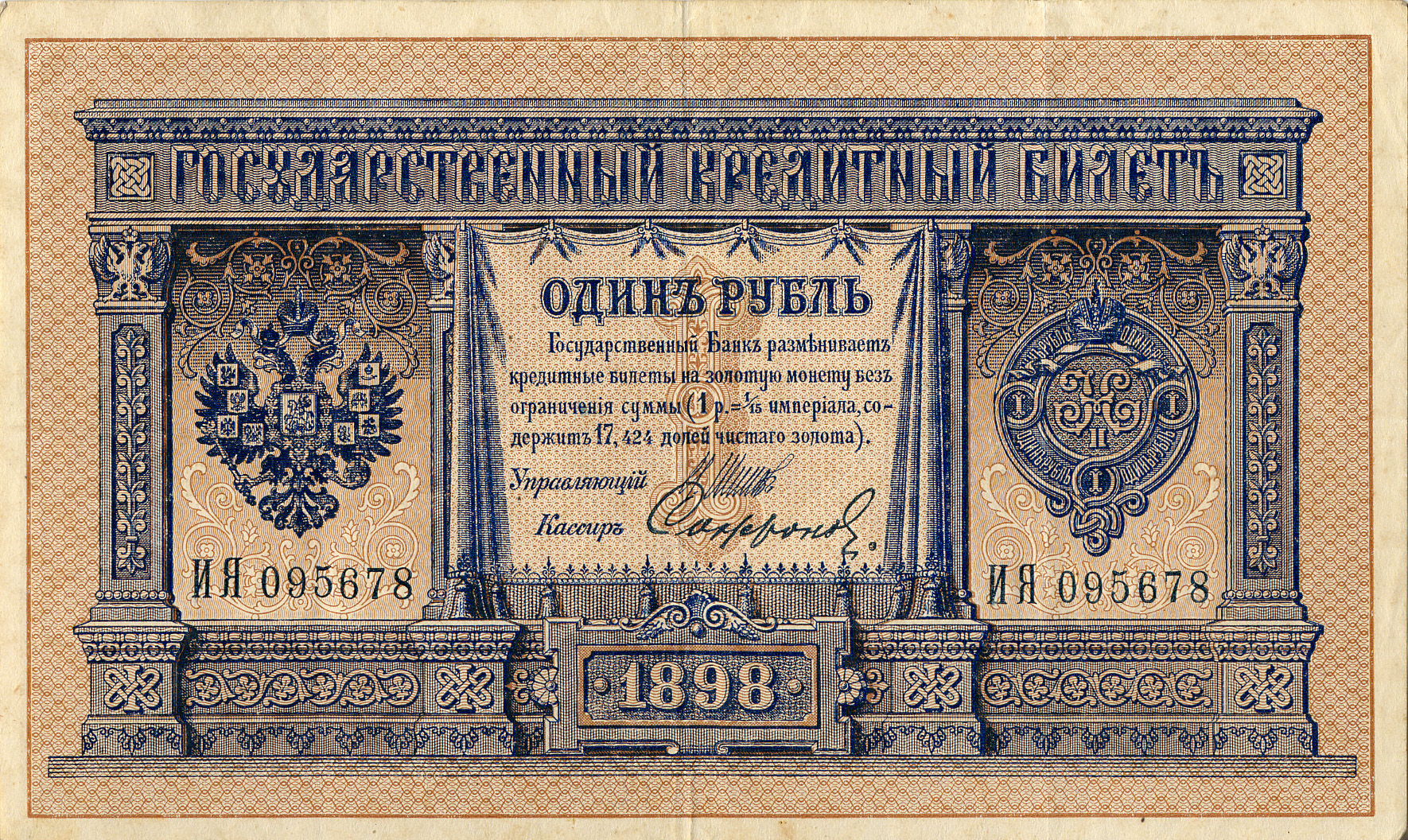
Russischer Rubelschein, Vorderseite, 1898

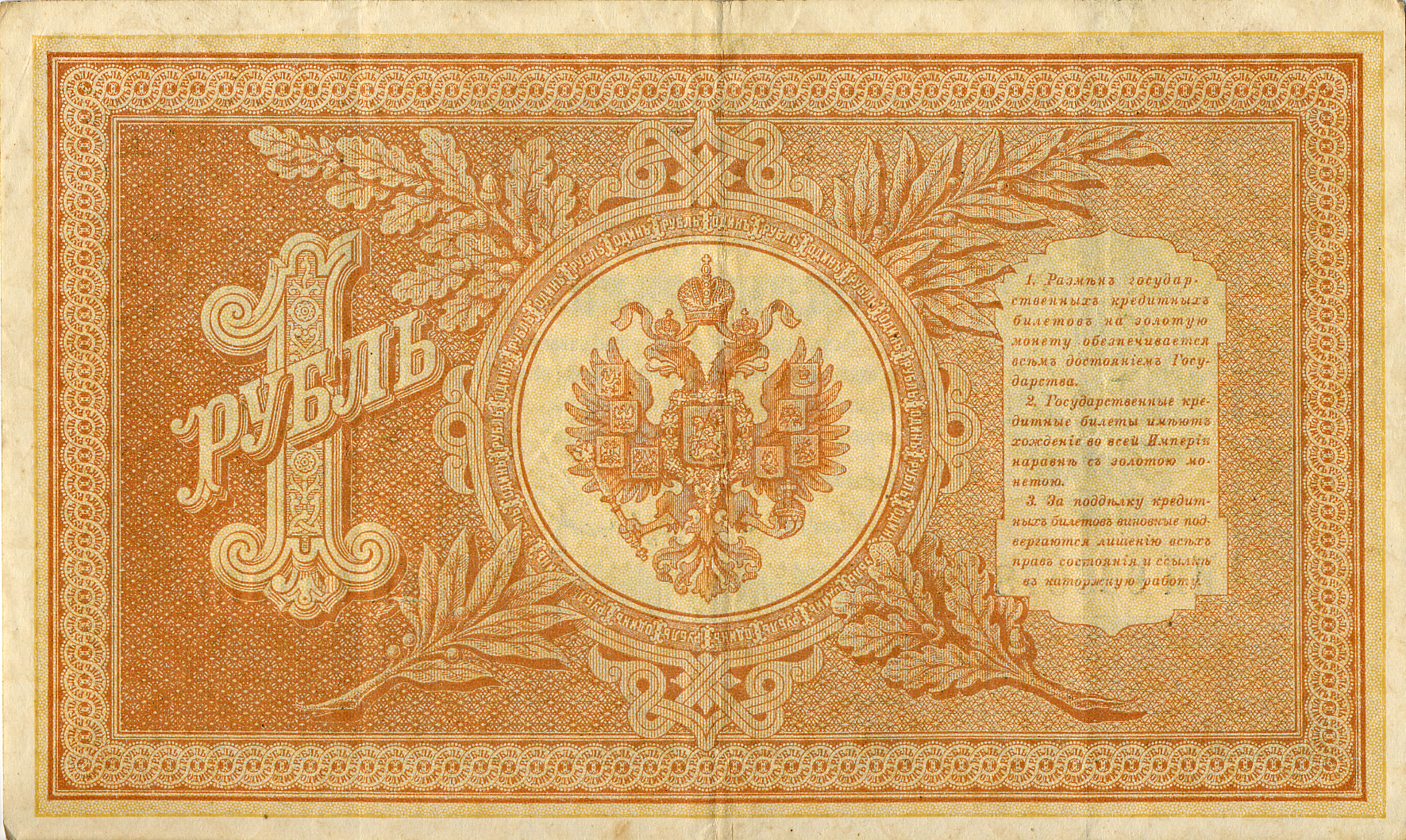
Russischer Rubelschein, Rückseite, 1898

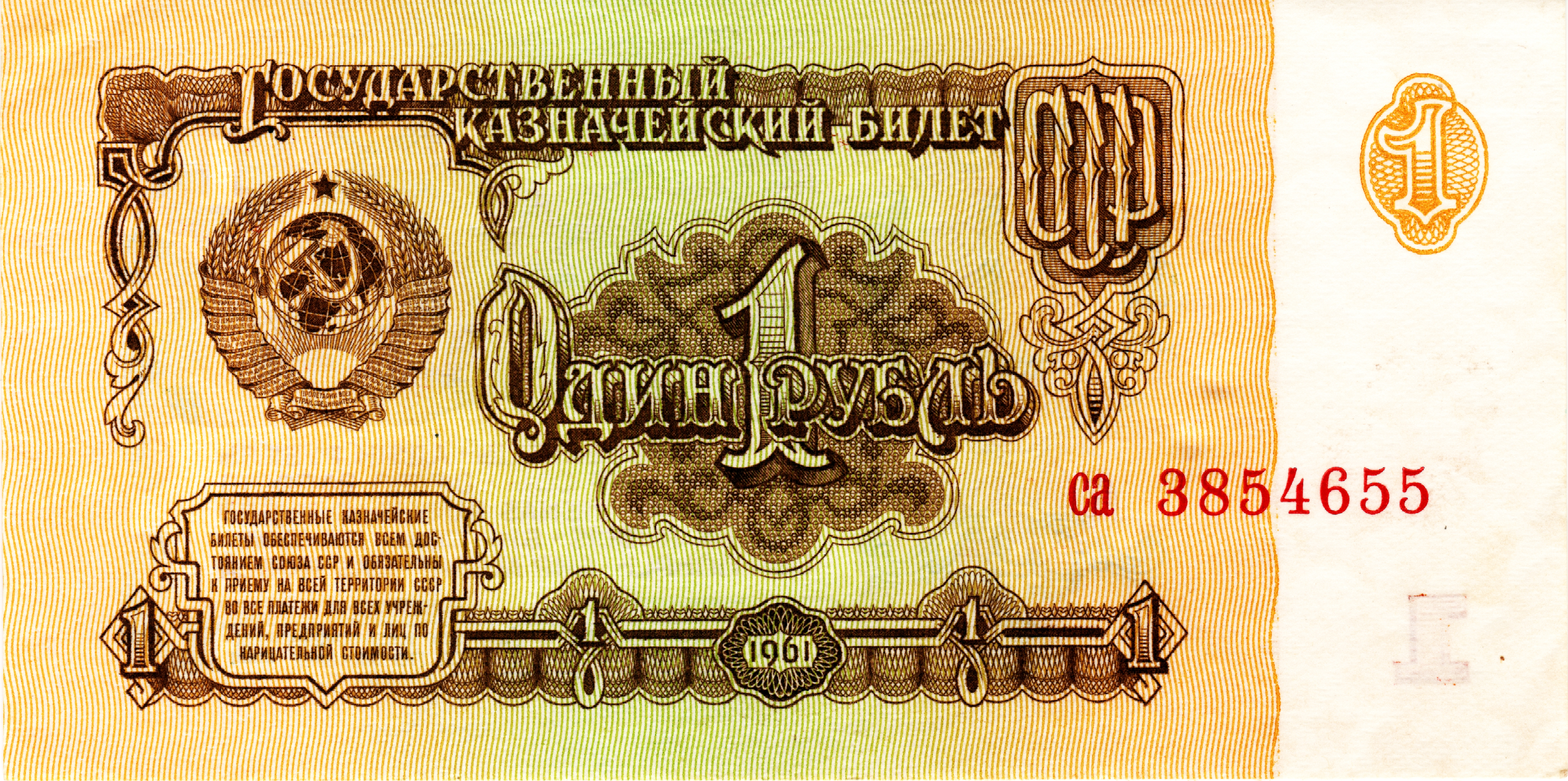
Sowjetischer Rubelschein, 1961

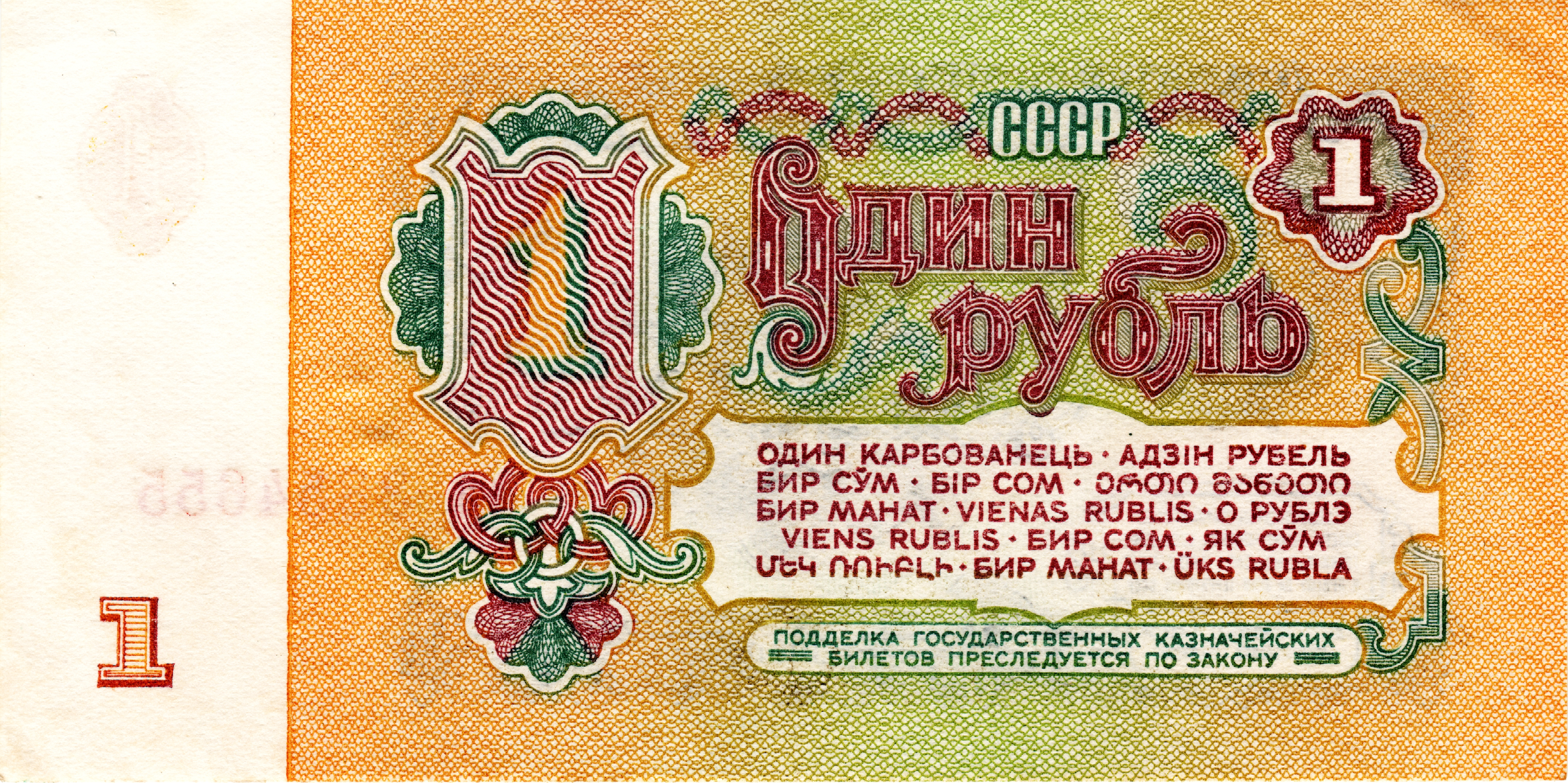
Sowjetischer Rubelschein, 1961

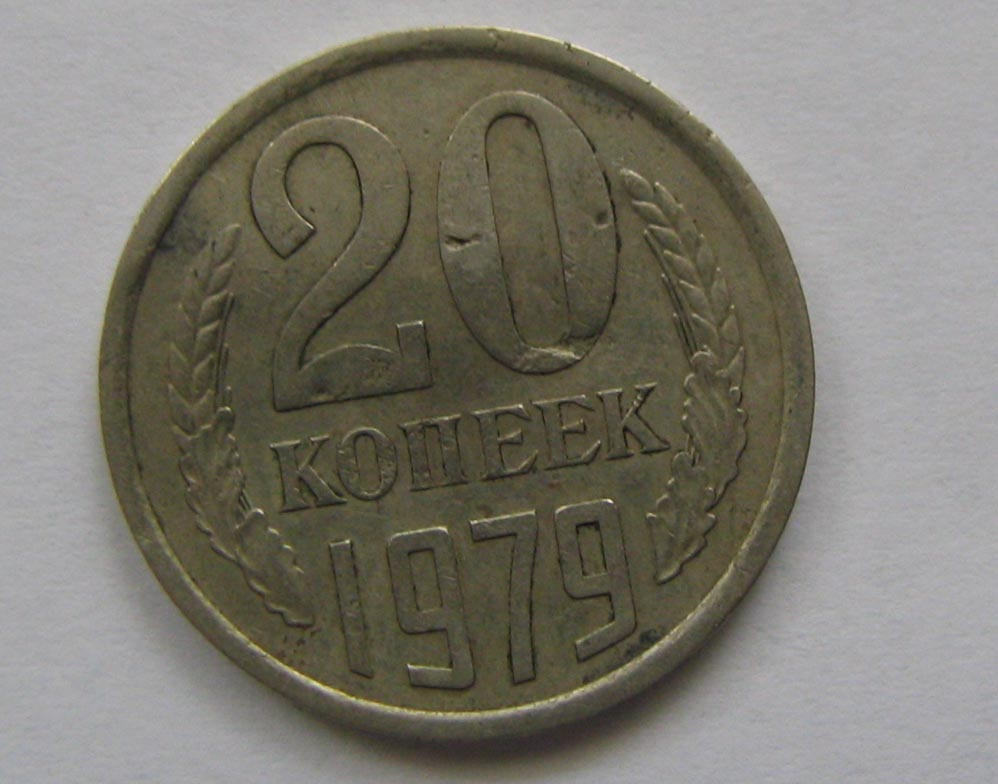
Sowjetische 20-Kopeken-Münze (1979)

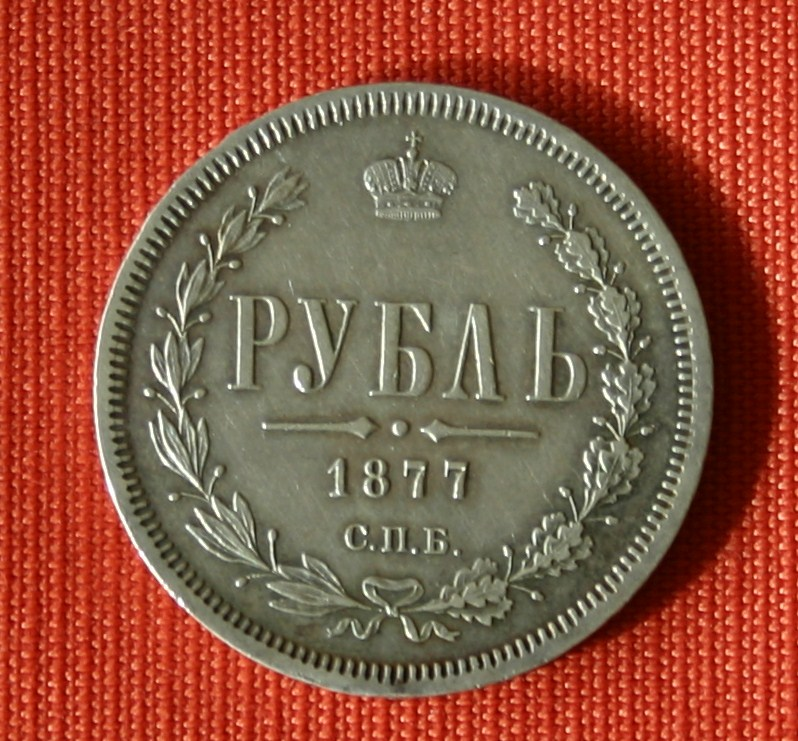
Rubel von 1877 unter Alexander II, geprägt in St. Petersburg

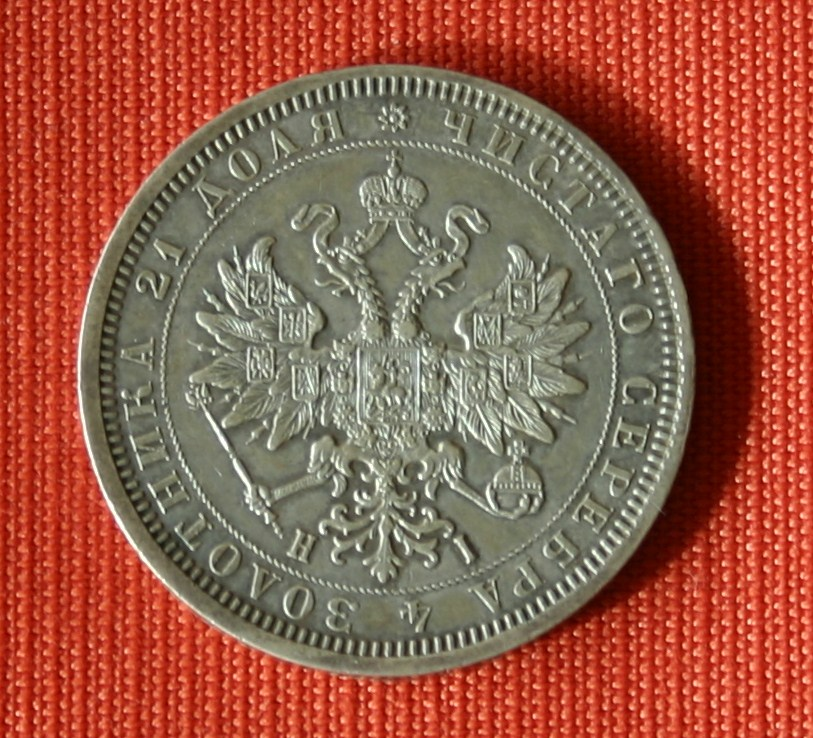
Revers der obigen Münze

Der Rubel (russisch рубль Rublʹ; Abkürzung: Rbl) ist der Name der nationalen Währungen in Russland (Russischer Rubel), Belarus (Belarussischer Rubel) und Transnistrien (Transnistrischer Rubel) sowie in der Vergangenheit im Russischen Reich, in der UdSSR (Sowjetischer Rubel), in Lettland (Lettischer Rubel) und in Tadschikistan (Tadschikischer Rubel). Die Kopeke (копейка kopejka) ist der hundertste Teil des Rubels.

## Geschichte
Der Rubel als Währungseinheit wurde 1321 zuerst erwähnt. Das Wort Rubl bedeutet ursprünglich so viel wie ‚abgehauenes (Stück)‘ eines edlen Metalls (рубить rubit, deutsch ‚(ab)hauen‘). Demnach ist der ursprüngliche Rubel dem in vielfältiger Gestalt vorkommenden Hacksilber zuzuordnen.
Der Rubel wurde in den verschiedenen russischen und später sowjetischen Landesteilen auch gelegentlich noch als Rublewik, Zelkowy oder Karbowanez bezeichnet. Die frühesten russischen Münzen hießen meist nur S(e)rebrenik ‚Silberner‘ oder Zlatnik (auf Deutsch auch Slatnik) oder Solotnik, ähnlich auf Deutsch Gulden für ‚Goldener‘.
Die Stadt Nowgorod war Ausgangspunkt der Entwicklung des Münzwesens in Russland. Hier bestanden seit über 1000 Jahren starke Handelsbeziehungen mit ausländischen Kaufleuten, über die auch Münzen nach Russland kamen. Die Russen begannen Metallbarren aus Silber als Zahlungsmittel zu verwenden. Seit der zweiten Hälfte des 13. Jahrhunderts war es üblich, Silberbarren als Währungseinheit zu verwenden. Das Gewicht dieser Stangenbarren war etwa 205 g, das entsprach der alten russischen Gewichtseinheit Griwna. Bei kleineren Handelsgeschäften teilte man kleinere Silberstücke von den größeren Barren ab. Im 13./14. Jahrhundert wurden in Nordwestrussland erstmals Münzen geprägt; anfangs in Nowgorod und Pskow, später auch in Moskau, Nischni Nowgorod und Susdal. Das waren die russischen Städte mit größerer Bedeutung für den Handel. Die örtlichen Fürsten sicherten sich schnell das lokale Prägerecht (Münzregal). Der Moskauer Großfürst Wassili II. ließ etwa ab 1450 Münzen mit der Aufschrift „Gossudar der ganzen Rus“ prägen. Zar Iwan III. setzte das alleinige Münzregal in Russland durch. Im 17./18. Jahrhundert gab es in Moskau noch mehrere Münzhöfe, darunter den Kadaschowski-Münzhof. Zar Peter I. ließ 1724 in Sankt Petersburg einen neuen Münzhof bauen, der erst 1876 zum einzigen Münzhof Russlands erklärt wurde.
Der Rubel war zunächst Untereinheit zur Griwna, einer Währungs- und Gewichtseinheit, die auch namensgebend für die heutige Nationalwährung der Ukraine ist (dort unter dem ukrainischen Namen Hrywnja). Das Wort Kopeke (russ. Копейка) leitet sich von der Tatsache her, dass auf dem Avers der erstmals seit 1534 (Münzreform) in Silber geprägten Kopekenmünzen der heilige Georg als Reiter mit einem Speer (russ. Копьё) in der Hand – Moskauer Wappen – abgebildet wurde.

### 16. Jahrhundert
Im russischen Zarenreich war ab dem 16. Jahrhundert der Rubel als Rechnungswährung zu 100 Kopeken = 200 Dengi = 400 Poluschki gebräuchlich. Aber erst zu Beginn des 18. Jahrhunderts wurden Halbrubel- und Rubelmünzen (als große Silbermünzen, Mehrfach-Rubel als Goldmünzen) in größeren Stückzahlen geprägt. Vorher liefen – neben einer geringen Anzahl eigener, sogar kupferner Rublewiki – häufig gegengestempelte oder überprägte deutsche und holländische silberne Talermünzen um, deren russischer Name häufig „Jefimok“ lautete und vom Kurznamen des Joachimstaler Guldiners aus der polnischen Sprache abgeleitet wurde. Deren Kurs bewegte sich etwa zwischen 30 und 70, meist 64 Silberkopeken.
Die russische Münzgeschichte des Spätmittelalters und der Neuzeit ist außerordentlich reich an Barren- und Münzgeld auf Grund der riesigen Territorien. Außerdem kursierten – neben dem Metallgeld – auch noch Metallmarken (für Kohle, Bartsteuer u. a.), Ledermarken, „Banknoten aus Birkenrinde“ und sogar Eichhörnchenfelle als regionale Währungen. Im Verlauf der russischen Münzgeschichte kam es häufig zu Konkurrenzerscheinungen zwischen Silber- und Kupferwährungsmünzen auf Grund von Münzsilberknappheiten, was sich dann teilweise in Aufständen und Unruhen auf Grund von Übermengen an Kupfermünzen und daraus resultierender Inflation ausdrückte. Aus diesen Zeiten sind Mehrfachrubel und Mehrfachkopeken in Kupferplattenform von 1725/26 mit bis zu mehr als einem Kilogramm Kupfergewicht – ähnlich den schwedischen Daler-Plattenbarrenmünzen – überliefert, die ebenfalls in russischen Münzfunden auftauchten. Auch die späteren Kupferkopeken (insbesondere der Pjatak = 5 Kop.) des ausgehenden 18. Jahrhunderts hatten teilweise erhebliche Abmessungen und Gewichte bis etwa 41 g, da sie die silbernen Äquivalente – ähnlich den englischen Cartwheels (1- und 2-Pennystück) – als „Kurantgeld“ vertreten sollten.

### Petrinische Münzreform

Imperial der Zarin Elisabeth, 1755

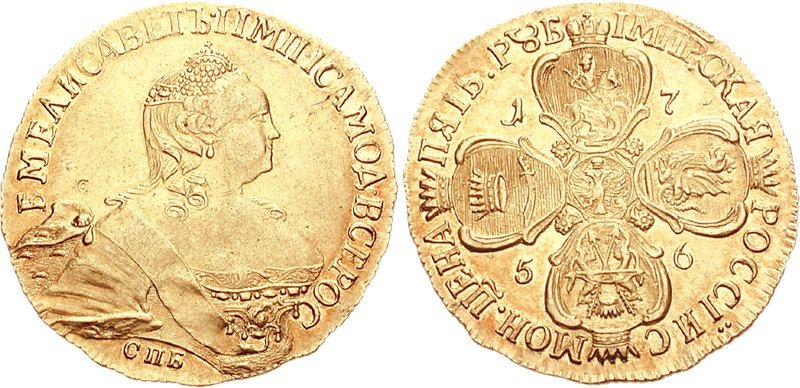
Halb Imperial der Zarin Elisabeth, 1756

Einschneidend in die russische und auch europäische Geldgeschichte waren jedoch die Münzreformen unter Zar Peter I. (dem Großen) in ihrer modernen Münzstückelung und der gesetzlichen Festlegung der Scheidemünzen. Schon vor 1690 wurden die ersten gesetzlichen und prägetechnischen Grundlagen für die ab etwa 1700 beginnende sich über viele Jahre erstreckende Währungsreform gelegt, die auch die kyrillischen durch die arabischen Jahreszahlen im Gepräge ersetzte und insgesamt auch nicht immer konsequent war. Der neue, ab 1704 geprägte Silberrubel wurde im Rau- (circa 28 g) und im Feingewicht (circa 25 g) an die westeuropäischen Talermünzen angepasst, so dass der internationale Zahlungsverkehr wesentlich erleichtert wurde. Im Inneren Russlands wurden ab 1700 die einfachen älteren (länglich-ovalen) „Draht“- oder „Tropf“-Silberkopeken und deren Teilstücke – beginnend durch die Emission von neuen, runden kupfernen Denga- (½ Kop.), Poluschka- (¼ Kop.) und den sehr seltenen Halb-Poluschkamünzen (⅛ Kop.) – nach und nach ersetzt. Aus taktischen Gründen wurde erst etwas später die ebenfalls neue runde Kupferkopeke eingeführt. Diese neue Scheidemünzserie sollte ganz bewusst die älteren Silberkleinmünzen ersetzen. Jedoch wurden noch vereinzelt Silberkopeken bis etwa 1718 geprägt. Alle älteren Kleinsilbermünzen wurden anfänglich noch nicht konsequent außer Kurs gesetzt; sie wurden aber nach dem Eingang in den Staatskassen nicht mehr verausgabt und deren eingenommenes Silber wurde mit für die neuen Rubelmünzen verprägt. Die alten Silberkopeken verloren zwar nicht ihre Kaufkraft, ihr Umlauf verlor sich aber in den späteren Jahren mangels Neuprägung und häufig wurden sie dann auch noch zu (Braut-)Schmuckwaren für die Aussteuer verarbeitet. Die Kupferkopeke war nun gesetzlich, per Ukas als Hundertstel des Rubels festgelegt, eingeführt worden und fand ihre allgemeine Akzeptanz darin, dass sie vollwertig an Stelle der früheren Silberkopeke bei Zahlungen an den Staat akzeptiert wurde. Wichtig war zusätzlich noch, dass in fast allen offiziellen Akten, Verträgen, Gesetzen etc. bei Geldbeträgen nur noch in Rubeln zu 100 Kopeken gerechnet wurde.
In Deutschland gab es Mitte des 18. Jahrhunderts ebenfalls Zeiten, als Billon- und Kupferpfennige eines Münzherrn etwa gleichzeitig zum gleichen Kurs und gleichen Prägejahren umliefen. Als vorerst kleinste Silbermünze verblieb noch der Altyn zu 3 Kopeken, der ab dem 19. Jahrhundert ebenfalls in Kupfer geprägt wurde. Als letzte Billonmünze wurde ein 5-Kopekenstück – neben den kupfernen Pjataki – noch bis 1915 parallel geprägt.
Die von Peter I. eingeführte moderne Münzstückelung wurde dann später von vielen anderen Ländern übernommen, Beispiele:
- 1 Silber-Rubel = 10 Griwenniki = 100 Kupfer-Kopeken ab 1700/04
- 1 Silber-Dollar = 10 Dimes = 100 Kupfer-Cents ab 1792
- 1 Silber-Franc = 10 Décimes = 100 Kupfer-Centimes ab 1795

### 19. Jahrhundert
Im Verlauf des 19. Jahrhunderts kam es noch zu mehreren Münzreformen auf Grund von Währungszerrüttungen, die im Wesentlichen den Silberfeingehalt und die Größe und das Gewicht der Kupferscheidemünzen reduzierte und auch die Platin- und Goldmünzen (Imperial) sowie die russisch-polnischen und finnischen Prägungen betraf.
Im späten 19. Jahrhundert bis 1914 enthielt 1 Silberrubel zu 10 Griwen oder 100 Kopeken 18 g Feinsilber. Vor dem Ersten Weltkrieg entsprach ein neuer Gold-Rubel 3,22 ½ Mark, was aber nicht zwangsläufig für den Papierrubel im praktischen Geldumtausch galt. Für Papier- oder (alte) Silberrubel wurden gewöhnlich nur etwa 2,15 Mark in Deutschland vor 1915 umgewechselt.
Die physischen Mehrfachgoldrubel (Kurantmünzen) waren von 1897 bis 1914 nominal in ihren Goldfeingehalten an die Lateinische Münzunion angepasst und waren eigentlich vorrangig für den internationalen Zahlungsverkehr als Handelsmünzen gedacht. Die aufgeprägten nominalen Rubelwerte entsprachen aber denen des vormaligen Silberstandards. Grundsätzlich entsprachen aber vier französische Franc oder vier Markkaa aus dem Großfürstentum Finnland, einer ehemaligen russischen Provinz, einem Goldrubel oder formal 1 ½ alten Silberrubeln.
Kurzzeitig bestand 1895 die Absicht, eine neue russische Währung mit dem Namen „Rus“ in namentlicher direkter Anlehnung an den französischen „Franc“ zu schaffen, was aber nicht realisiert wurde. Es gibt goldene Probemünzen zu 5, 10 und 15 Rusow (= 1 alter Imperial).
Die letzte entscheidende Währungsreform der zaristischen Ära erfolgte unter dem Finanzminister Sergei Witte; er schaffte den Silberstandard ab und führte den Goldstandard offiziell in Russland 1897 ein. Er sah vor, dass das Papiergeld (Kreditbillets) auf Verlangen in Goldmünzen einwechselbar war. Im Jahre 1902 gab es noch neben den Imperialmünzen weitere Goldmünzen im Werte von 100 Franken = 37 ½ (alte Silber-) Rubel und goldene 25 Rubelmünzen in sehr geringen Auflagen. Mit Ausbruch des Ersten Weltkrieges wurde der Goldstandard – wie in fast allen anderen beteiligten Ländern – faktisch abgeschafft. Interessanterweise war eine Abbildung/Druckbild von zaristischen Münzen von nicht autorisierten Stellen oder Privaten innerhalb Russlands verboten.
Man prägte nach 1897 weiterhin Silbermünzen zu einem, einem halben (Poltina oder Poltinnik) und einem viertel Rubel (Polupoltina oder Tschetwertak) nunmehr als Scheidemünzen für den Binnenzahlungsverkehr sowie in Gold neue Halbimperiale zu 5 (= 13,33 Goldfranc) und neue Imperiale zu 10 (= 26,66 Goldfranc); zusätzlich liefen noch ältere Imperialdukaten zu 3 Rubeln sowie teilweise noch ältere Imperialmünzen um. Die Goldmünzen wurden um mindestens drei Prozent höher, also mit Agio, im Inland angenommen. Der neue goldene Halbimperial galt somit mindestens fünf Rubel und 15 Kopeken in Münzen der russischen silbernen „Binnenscheidewährung“ ab 1897.

### 20. Jahrhundert
In Russland gab es vor 1915 praktisch eine Währungsspaltung in Binnen- und Außenhandelsrubeln, die allerdings vom Staat so nicht gewollt war. Eine ähnliche Situation gab es z. B. auch in den Balkanländern und Österreich, wo die Goldkrone gegenüber der „Papierkrone“ ein heimliches Agio besaß. Diese Kursaufspaltung zwischen den Goldkurant- gegenüber den Scheide- und Banknotengeld gab es in den reichen Industrieländern, wie Deutschland, Frankreich, Großbritannien oder den USA nicht. Weiterhin gab es kleine Scheidemünzen als 20-, 15-, 10- und 5-Kopekenstücke aus einer Billon- und 5-, 3-, 2-, 1-, ½- und ¼-Kopekenmünzen aus einer Bronzelegierung, sowie Banknoten von 1 bis 500 Rubeln vor dem Ersten Weltkrieg. Während des Weltkrieges gab es noch Kopekenbanknoten und Briefmarkengeld als Kleingeldersatz.
Der im Rahmen des Goldstandards festgelegte Wechselkurs gegenüber der Mark betrug 1912 0,303 M pro Silberrubel und 32,40 M für einen Imperial. 1932 gab es für einen sowjetischen Tscherwonez 21,60 Reichsmark.
Schon 1768 gründete Katharina II. eine Notenbank, die Papierrubel ausgab, die anfangs noch für Kupfergeld standen. Die Ausgabe von Papiergeld (Banknoten) wurde zum alleinigen Vorrecht des russischen Staates. Zur Zeit der Russischen Revolution wurde in großen Mengen eine „Sowsnak“ genannte Art von Papiergeld herausgegeben, was eine Hyperinflation schon ab 1917 beginnend verursacht hat.

### Sowjetunion
In der Sowjetunion gab es in den 1920er Jahren wieder eine neue, stabilisierte Währung mit dem Namen „Rubel“, die teilweise wieder mit Gold-, Silber- und Billonmünzen von 1921 bis 1931 im Umlauf hinterlegt war. Sie war aber nicht mit dem vormaligen Goldstandard von vor 1915 vergleichbar, da die 10-Rubel-Goldmünze (Tscherwonez) als Handelsmünze nicht für den Binnenumlauf vorgesehen war. Diese nun mehr sowjetische Rubelwährung inflationierte jedoch ab dem Zweiten Weltkrieg und wurde 1947 sowie 1961 nochmals grundlegend im Aussehen und in den Preisstrukturen reformiert. Hergestellt wurden die Banknoten von der Gosnak (Chefkünstler Iwan Dubassow).

#### Deutsche Besatzungszeit
Während des Zweiten Weltkriegs blieb der Rubel in den von den Deutschen besetzten Gebieten der Sowjetunion offizielles Zahlungsmittel. Der von der Besatzungsmacht festgelegte Wechselkurs lag bei 10 Rubel = 1 Reichsmark. Dieser Kurs galt für die deutsche Seite als sehr vorteilhaft. Die im besetzten Ausland stationierten deutschen Soldaten, Verwaltungsangehörigen usw. erhielten ihren Sold bzw. Gehalt in der lokalen Währung, zu festen Wechselkursen, ausbezahlt.

### Russische Föderation

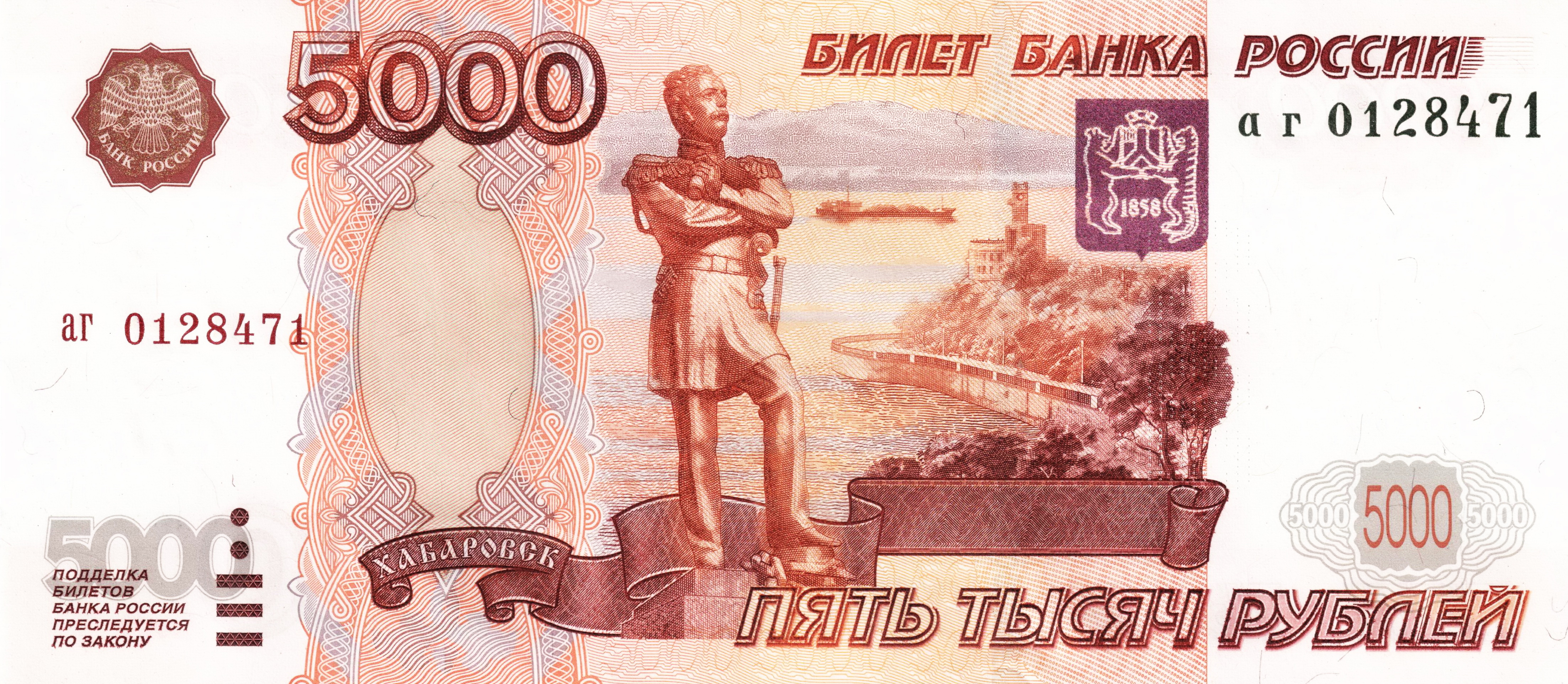
5000 Russische Rubel, ausgegeben 2006

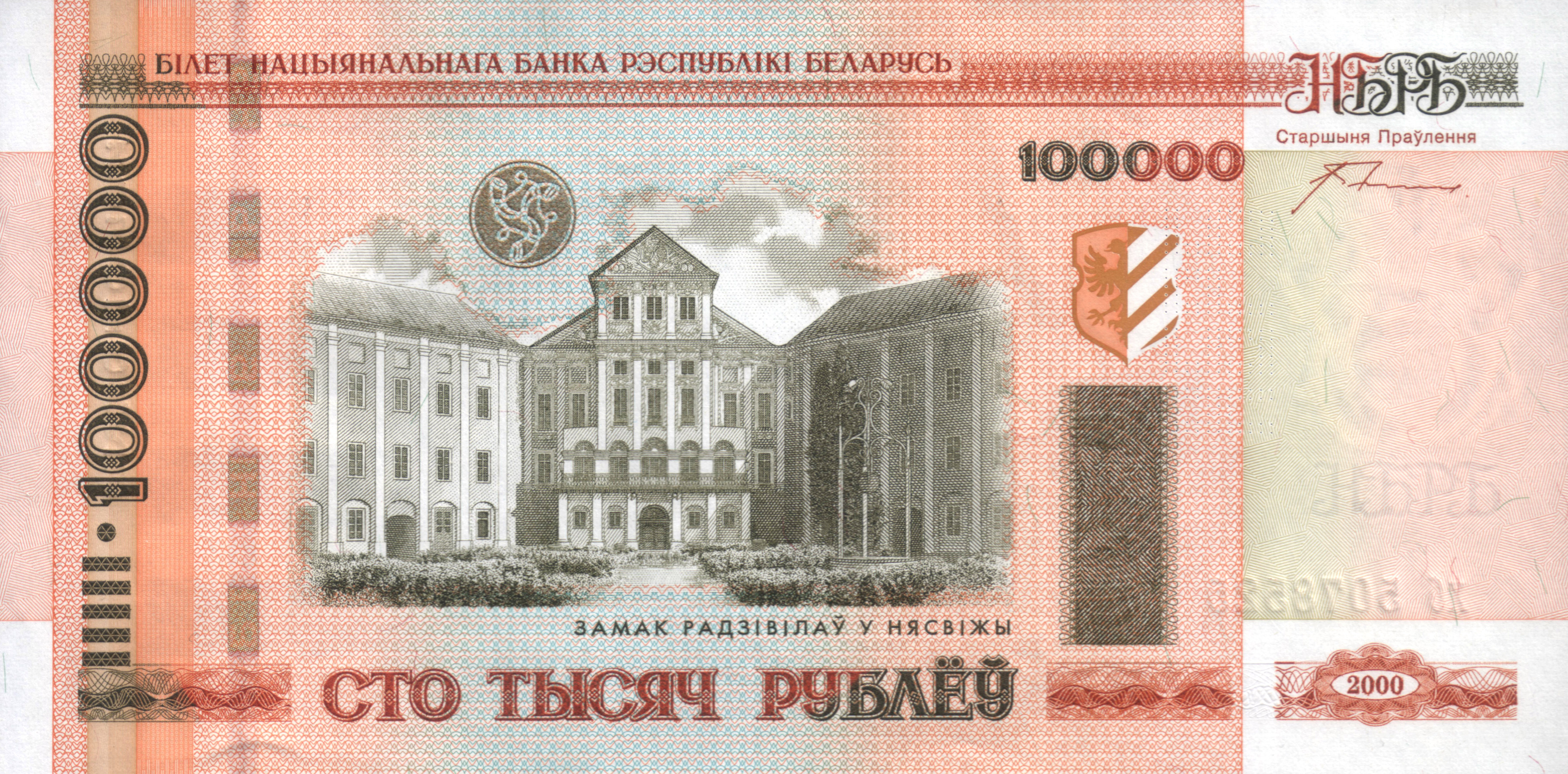
100.000 Belarussische Rubel, ausgegeben 2000

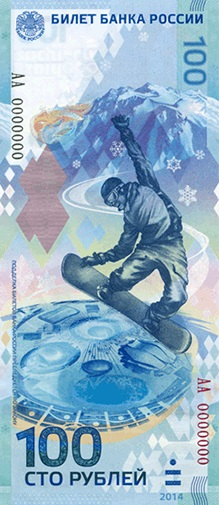
100 Russische Rubel zur Erinnerung an die Olympischen Winterspiele in Sotschi 2014 2013, ausgegeben 2014

Nach dem Zusammenbruch der Sowjetunion 1991 gaben alle Nachfolgestaaten eigene Währungen aus. Der Lettische Rubel (Rublis) wurde 1993 durch den Lats ersetzt. Die Währung Tadschikistans hieß bis 1999 ebenfalls „Rubel“; dann wurde sie vom Somoni abgelöst.
2015 existierten drei Rubelwährungen. Ohne vorgenannten Ländernamen ist meist der Russische Rubel gemeint. Daneben gibt es den Belarussischen Rubel sowie seit 1994 den Transnistrischen Rubel in der international nicht anerkannten Transnistrischen Moldauischen Republik.
Von Anfang 2014 (2014 begann der Russisch-Ukrainische Krieg) bis Mitte November 2014 verlor der Rubel etwa ein Viertel seines Wertes. Die russische Zentralbank erhöhte den Leitzins vorübergehend auf 9,5 Prozent und kaufte Rubel (gegen konvertible Währungsreserven wie US-Dollar, Euro usw.), was den Kursverfall des Rubel aber nicht stoppte. Im November gab sie auf und erklärte, der Rubel sei künftig frei konvertibel. Die Devisenreserven Russlands schrumpften in diesen Monaten um 20 Prozent.
Am 1. Dezember 2014 mussten erstmals mehr als 50 Rubel für einen US-Dollar gezahlt werden; ein Euro kostete erstmals mehr als 65 Rubel.
Putin thematisierte den Verfall des Rubelkurses in seiner jährlichen Rede zur Lage der Nation am 4. Dezember 2014.
Am 16. Dezember 2014 verlor der Rubel ein Fünftel seines Wertes, obwohl die russische Zentralbank zuvor versucht hatte, mit einer Leitzinserhöhung von 10,5 Prozent auf 17 Prozent den Wertverfall zu stoppen.
Seit Jahresanfang 2014 hat der Rubel etwa 60 % seines Außenwertes verloren; die Furcht vor weiterer Geldentwertung treibt viele Russen zur Flucht in Sachwerte.
Am 24. Februar 2022 begann Russland auf Befehl des russischen Präsidenten Putin den Überfall auf die Ukraine.
Westliche Länder und Institutionen verhängten Sanktionen; unter anderem kann Russland SWIFT nur noch eingeschränkt nutzen.
Der Wechselkurs des Rubel fiel vom 27. auf den 28. Februar um 42 %.
Die Russische Zentralbank kündigte an, den Leitzins von 9,5 auf 20 Prozent zu erhöhen; man sei zu weiteren Anhebungen bereit. Am 11. März lag die Notierung bei 0,71 Eurocent je Rubel. Es folgte eine Erholung auf bis zu 1,8 Eurocent (September 2022). In der Folge verlor die Währung immer weiter an Wert. Am 6. Juli 2023 fiel der Rubel so weit, dass gegen 10 Uhr 1 Euro 103 Rubel wert war, was nun den Rubel erneut unter einen Eurocent setzte.